# Aeolesthes uniformis
Aeolesthes uniformis är en skalbaggsart som beskrevs av Maurice Pic 1933. Aeolesthes uniformis ingår i släktet Aeolesthes och familjen långhorningar. Inga underarter finns listade i Catalogue of Life.